# ديبين
ديبين (بالروسية: Дебин) هي مدينة في مقاطعة ماغادان أوبلاست في روسيا.
يبلغ عدد سكانها حوالي 700 نسمة.